# نیسان وانت

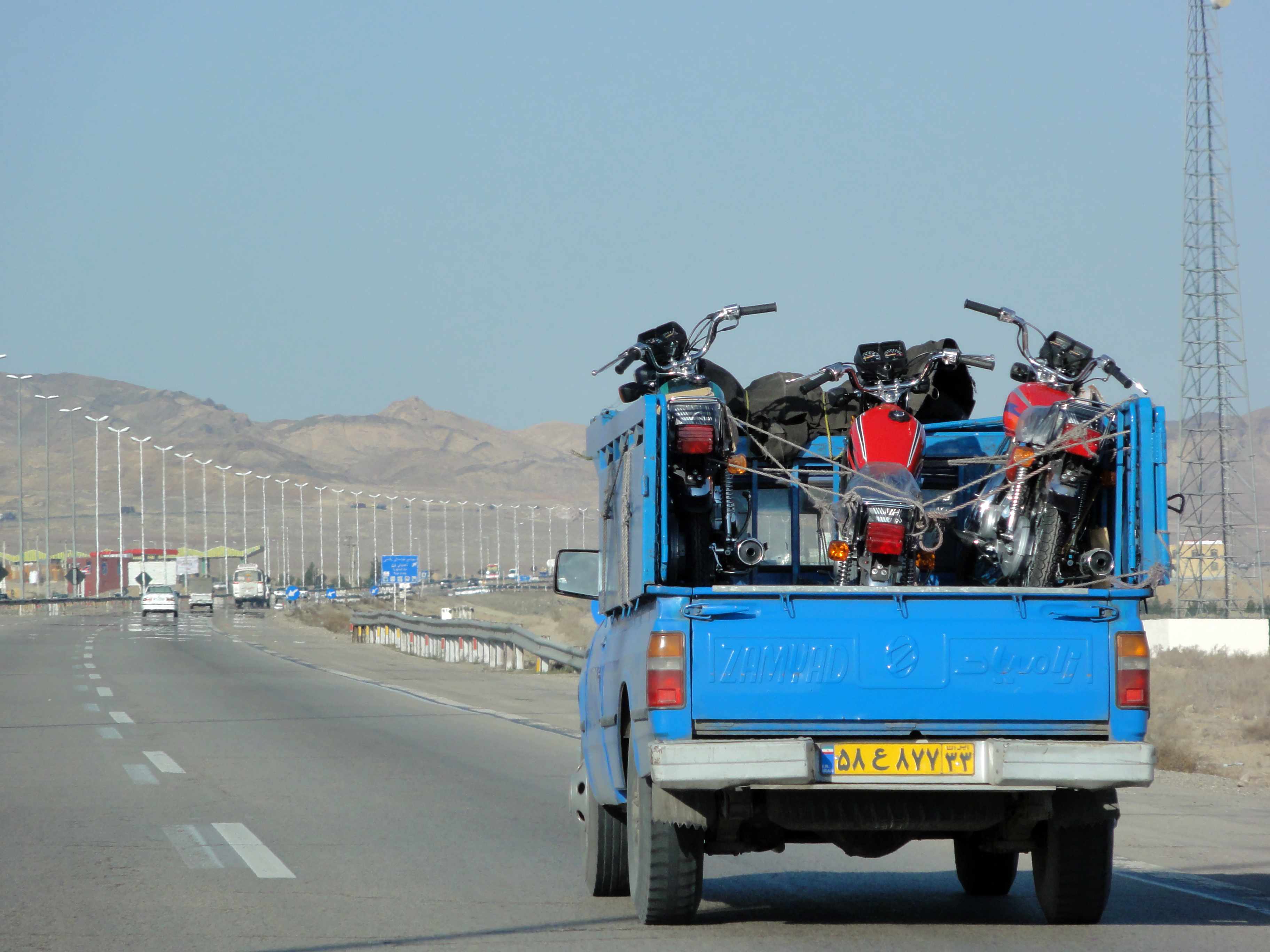
یک نیسان وانت آبی رنگ در آزادراه خلیج فارس که سه موتورسیکلت را جابه جا میکند

نیسان جونیور (به انگلیسی: Nissan Junior)، که با نام‌های زامیاد و نیسان آبی شناخته می‌شود، یک خودروی وانت است که برای اولین بار در سال ۱۳۴۹ در ایران خودروسازی زامیاد آن را تولید کرد،  در سال ۱۳۶۵ با تغییر نام با عنوان «سایپا۲۴» تولید و عرضه گشت. نسخه فعلی نیسان در سال ۱۳۷۷ مجدداً با نام «زامیاد۲۴» تولید شد. وانت نیسان زامیاد از سال ۱۳۷۷ تا نیمه اول سال ۱۳۸۵ کاربراتور بود و از نیمه دوم ۱۳۸۵ به انژکتور تبدیل شد از سال ۱۳۸۸ مدل‌های جدیدی مانند ۲۴NI و ۲۴NIB تولید شد. از اواخر سال ۱۳۸۸ نوع دیزلی آن که پرطرفدارترین نوع آن است با عنوان زامیاد ND_28 برای اولین بار در نمایشگاه خودرو تبریز به نمایش درآمد.همچنین رانندگان خودرو زامیاد۲۴هایی که از سال ۱۳۷۷ به بعد تولید می‌شود به دلیل استفاده نکردن از موتور ژاپنی اصل که در سری‌های قبل استفاده می‌شد از این خودرو رضایت چندانی ندارند. بر اساس قوانین، خودرو زامیاد۲۴ مجاز به حمل ۲۱۰۰ کیلوگرم بار می‌باشد ولی این وانت ، به صورت غیر استاندارد ، قابلیت حمل ۳ تن بارخالص را دارد. قویترین نسخه نیسان وانت نیسان دیزلی است که مجهز به موتور ۲۸۰۰سی سی توربو است که دارای ۱۰۰اسب بخار و ۲۲۵نیوتن متر گشتاور است و به راحتی سرعت ۱۶۰کیلومتر را پر میکند موتور این خودرو ساخت کشور چین شرکت فاو است
نام جونیور (JUNIOR) به یک سری از پیکاپ‌های میان‌سایز کمپانی نیسان گفته می‌شود، پیکاپ‌هایی که از سال‌های ۱۹۵۶ الی ۱۹۸۲ میلادی در مدار تولید بودند در مجموع تمامی آن‌ها شامل سه نسل متفاوت از یکدیگر هستند که در سری‌های متعددی هم به تولید رسیدند، این سری‌ها با کدهای B42 ,B۴۰ و B۱۴۰ روانه بازارهای جهانی شدند.
سومین نسل یا آخرین نسل از جونیور که کماکان در ایران در حال تولید است، برای نخستین بار، در اکتبر سال ۱۹۷۰ میلادی (مهرماه سال ۱۳۴۹ شمسی) پا به عرصه وجود نهاد. این خودرو که با نام سری ۱۴۰/۱۴۱ به تولید رسید، نسبت به نسل پیشین خود به مراتب مدرن‌تر بود. این نسل از جونیور، در آغاز از سه پیشرانه متفاوت بهره می‌برد که دو تای آن بنزینی و یک نسخه آن نیز دیزلی بود. نسخه‌های بنزینی در حجم‌ها ۱٫۶ و ۲ لیتری عرضه می‌شدند. کوچک‌ترین نسخه از این نسل که با کد شاسی N۱۴۰ روانه بازار شد از ظرفیت حمل باری معادل ۱٫۵ تن برخوردار بود ولی نسخه ۲ لیتری بنزینی آن قادر بود تا ۱٫۷۵ الی ۲ تن بار را با خود حمل نماید. ناگفته نماند که نسخه ۲ لیتری با سوخت رسانی کاربراتوری این خودرو از توانی معادل ۹۲ اسب بخار برخوردار بود و کد شناسایی آن نیز H۲۰ بود.
در همان دوره‌ای که این خودرو از مدار تولید در ژاپن کناره گرفت و وارد وادی بازنشستگی شد، تولید آن تحت لیسانس نیسان در شرکت سایپا آغاز گردید. تاریخ شروع این اقدام نیز ماه فوریه سال ۱۹۸۳ میلادی (بهمن ۱۳۶۱ شمسی) بود. البته پیش از این تاریخ و در سال ۱۳۴۹ شمسی، تولید پیکاپ‌های بزرگی با نام نیسان جونیور۲۰۰۰ یا زامیاد۲۴ در کارخانه زامیاد آغاز شده بود، این پیکاپ‌ها از ظرفیت حمل باری معادل ۳٫۸ تن برخوردار بودند. ناگفته نماند که «زامیاد» نام یک شرکت خصوصی خودروسازی بود که در سال ۱۳۴۲ شمسی احداث گردید و محل آن نیز در سه‌راه آذری واقع شده بود، البته در سال ۱۳۵۰ شمسی، محل این کارخانه به جاده تهران–کرج انتقال یافت.
معاون مهندسی شرکت زامیاد به نیسان آبی لقب «باربر نجیب» را می‌دهد. او آمار جالبی را از نیسان آبی می‌دهد، به گفته قرگوزلو، سال ۱۳۵۱ تاکنون این وانت توانسته ۲/۱ تریلیارد تن بار را بر روی جاده‌ها جابه‌جا کند که برابر وزن هشت هزار برج میلاد تهران است. نیسان (Zamyad 24)هم‌اکنون در حال تولید است و همزمان وانت پادرا و نیسان وانت دیزل که در دی ۱۳۹۵ قطع تولید شده بود از دی ۱۳۹۷ نیز تولید می‌شود. موتور نیسان (Zamyad 28) دیزل ۲۸۰۰ سی‌سی است و موتور نیسان بنزینی ۲۴۰۰ سی‌سی است. به گفته سازنده این خودرو در سال ۱۴۰۴ برای همیشه متوقف میشود و خودرو های به روز تری مانند پادرا پلاس و زامیاد صحرا که با همان شاسی و موتور و گیربکس و دیفرانسیل عرضه و به تولید می‌رسند جایگزین آن میشود.

## صادرات
شرکت خودروسازی سایپا، نیسان وانت به صورت راست فرمان را به کشورهای پاکستان و کنیا صادر کرده است. تُناژ بالای باربری نیسان، سهولت تعمیر و نگهداری آن، لوازم یدکی ارزان و دارا بودن لاستیک‌های کامیونتی و شاسی مناسب، این خودرو را از سایر وانت‌های رقیب در مقاصد صادراتی متمایز کرده است.